# Garpenbergita
La garpenbergita és un mineral de la classe dels òxids.

## Característiques
La garpenbergita és un mineral de fórmula química Mn₆◻AsSbO10(OH)₂. Va ser aprovada com a espècie vàlida per l'Associació Mineralògica Internacional l'any 2021, sent publicada l'any 2022. Cristal·litza en el sistema ortoròmbic. És l'anàleg de la manganostibita deficient en manganès.
Les mostres que van servir per a determinar l'espècie, el que es coneix com a material tipus, es troben conservades a les col·leccions mineralògiques del Museu Suec d'Història Natural, situat a Estocolm (Suècia), amb els números de col·lecció: #20010351 i #20200040.

## Formació i jaciments
Va ser descoberta a Garpenberg, a la localitat d'Hedemora (Comtat de Dalarna, Suècia), on es van trobar uns primers cristalls molt fracturats, prismàtics i curts, de fins a 1,5 mm de longitud. Aquest indret és l'únic a tot el planeta on ha estat descrita aquesta espècie mineral.